# Kepler-443
Désignations
Kepler-443 est une étoile de la constellation boréale du Cygne, située à environ 810 pc (∼2 640 al) de la Terre. Elle est l'objet primaire d'un système planétaire dont l'unique objet secondaire connu est Kepler-443 b, une planète confirmée.
Kepler-443 b a été détectée par le télescope spatial Kepler. Sa découverte, par la méthode des transits, a été confirmée en 2015. De masse indéterminée, son rayon est d'un cinquième celui de Jupiter. Elle orbite à une demie unité astronomique de son étoile en moins de six mois.